# Каменная Поляна
Каменная Поляна (баш. Каменная Поляна) — деревня в Благовещенском районе Республики Башкортостан Российской Федерации. Входит в состав Новонадеждинского сельсовета. 

## География

### Географическое положение
Расстояние до:
- районного центра (Благовещенск): 12 км,
- центра сельсовета (Новонадеждино): 5 км,
- ближайшей ж/д станции (Загородная): 34 км.

## История
Починок Каменная Поляна
Данный населенный пункт был основан в 1886 году при реке Большой Изяк. Переселенцы из Вятской и Уфимской губерний купили землю у Дашкова по 22 рубля за десятину, при этом поземельный банк выдал ссуду 21 рубль за десятину. Вскоре было образовано одноименное сельское общество. В церковном отношении Каменная Поляна относилась к приходу Благовещенского завода. Среди крестьян починка были Улановы, Кобылины, Шалашевы, Хорошаевы, а также Виталины, Локоткины, Шкляевы, Мануйловы, Александровы, Рыбаковы, Максимовы, Макаровы, Соковницы и другие. В 1895 году насчитывалось 44 двора и 276 человек, были отмечены хлебозапасный магазин и бакалейная лавка. 
В 1912 году насчитывалось 54 хозяйства (все с землей) и 350 крестьян, все входили в земельное товарищество, в собственности которого находилась вся земля - 835,95 десятины. 
В 1917году в Каменной Поляне насчитывалось 60 домохозяйств  и 392 человека, включая посторонних и беженцев. 
В 1920 году около Каменной Поляны крестьянскими повстанцами были убиты председатель Благовещенского волиполкомаИван Иванович Качкаев и завхоз Иван Иванович Купцов. 
В 1930 -1954 гг. Каменная Поляна относилась к Трошкинскому сельсовету. В 1930-е годы в деревне был организован одноименный колхоз. В 1950-е  годы деревня входила в колхоз имени Свердлова, в 1957 - 1965 гг. в состав совхоза "Степановский", затем в состав совхоза "Надеждинский". В наше время данный населенный пункт относится к Новонадеждинскому сельсовету. 

## Население
| 2002 | 2009 | 2010 |
| ---- | ---- | ---- |
| 37   | ↘33  | ↘25  |

Согласно переписи 2002 года, преобладающие национальности — русские (51 %), башкиры (43 %).
В 1939 году в Каменной Поляне проживало 293 человека, в 1959 - 75, в 1969 - 64, в 1989 - 20. В 2010 году зафиксировано 25 постоянных жителей, кроме русских живут и татары.